# Honkeiko
La mina de carbó de Benxihu (Honkeiko) (en xinès:本溪湖煤礦|s=本溪湖煤矿) es troba a Benxi (Liaoning, Xina), a la regió de Manxúria. Hi va tenir lloc l'accident miner amb més morts del món. Va ser produït per una explosió de pols de carbó mortífer succeïda el 26 d'abril de 1942 i hi moriren 1.549 miners (el 34% dels miners que hi estaven treballant).
Aquesta mina va començar a ser operativa l'any 1905 sota control conjunt de la Xina i del Japó. Cap a 1930 els japonesos van envair el nord de la Xina (amb Manxúria) i la província de Liaoning va formar part de l'estat titella de Manxukuo. Els japonesos forçaren als xinesos a treballar sota molt males condicions amb menjar escàs i vestimenta insuficient. Típicament els treballadors miners treballaven en torns de 12 hores o més i la mina estava vigilada com un camp de treball forçat.
Després de la Segona Guerra Mundial i la retirada dels japonesos la Unió Soviètica investigà aquesta catàstrofe minera i van trobar que només alguns del miners morts ho van ser per l'explosió de pols i el grisú i que la majoria dels morts ho van ser per enverinament pel monòxid de carboni per manca d'una ventilació adequada després de l'explosió inicial.